# Cyclacanthus poilanei
Cyclacanthus poilanei är en akantusväxtart som beskrevs av Raymond Benoist. Cyclacanthus poilanei ingår i släktet Cyclacanthus och familjen akantusväxter. Inga underarter finns listade i Catalogue of Life.